# IJzeren hefbrug over het Eindhovensch Kanaal
De ijzeren hefbrug over het Eindhovensch Kanaal of de Havenbrug bevindt zich vlak bij het havenhoofd in het centrum van de Nederlandse stad Eindhoven. De hefbrug ligt op de Tongelresestraat en vormt een verbinding tussen Kanaaldijk-Noord en Kanaaldijk-Zuid. Het bouwwerk is tevens een rijksmonument en dateert uit het begin van de 20e eeuw. Het hefmechanisme van de brug functioneert niet meer.

## Geschiedenis
In 1846 werd het Eindhovensch Kanaal gegraven. Op de plek van de ijzeren hefbrug lag vroeger een houten brug. Tussen 1929 en 1934 werd het kanaal breder gemaakt en gemoderniseerd. Als onderdeel van deze verbeteringen werd in 1932 de houten brug vervangen door de ijzeren hefbrug.
De concurrentie die het Eindhovensch Kanaal kreeg met de komst van het Beatrixkanaal, leidde ertoe dat er op 1 juli 1974 definitief werd besloten om het Eindhovensch Kanaal te sluiten voor scheepvaart.
Rond 1995 werd de hefbrug gerenoveerd.

## Trivia
- Op de ijzeren hefbrug waren aan de Stratumse kant tussen 1996 en 2008[6] metalen letters met de tekst "TOT MEZELF" te zien. De Franse kunstenaar Anne Marie Jugnet maakte het kunstwerk voor de tentoonstelling Travaux Publics. De letters zijn in 2008 verwijderd en worden bewaard in het gemeentedepot op Sectie-C.[7]
- In 2010 maakte kunstenaar Gijs van Bon een kunstwerk genaamd het Kinetisch DAF Monument in het midden van het kanaal bij de hefbrug, ter gelegenheid van het 75-jarig bestaan van DAF.[2]